# Festival international du film de Thessalonique 2007
Le Festival international du film de Thessalonique 2007 fut la 48e édition du Festival international du film de Thessalonique. Elle se tint du 16 au 25 novembre 2007.

## Jury
- Président : Jiří Menzel
- Jurés :
  - Fred Roos
  - Lucrecia Martel
  - Michael Fitzgerald
  - Nae Caranfil
  - Yasmin Ahmad
  - Olga Broumas (en)

## Films sélectionnés
- En ouverture : My Blueberry Nights
- En clôture : À bord du Darjeeling Limited

## Palmarès
- Les Moissons pourpres (Cai Shangjun) : Alexandre d'or
- PVC-1 (Spiros Stathoulopoulos) : Alexandre d'argent
- Veiko Õunpuu : meilleur réalisateur (Sügisball)
- Thanos Anastopoulos et Vassilis Raissis (Correction) : meilleur scénario
- Anna Lalasidou (42277 Wuppertal) : meilleure actrice
- Alberto Sornoza (PVC-1) meilleur acteur
- Año Uña de Jonás Cuarón : prix artistique